# Liste der Provinzialstraßen in der Provinz Drenthe
Die Liste der Provinzialstraßen in der Provinz Drenthe ist eine Auflistung der Provinzialstraßen (niederländisch: provinciale wegen) in der niederländischen Provinz Drenthe.
Die Provinzialstraßen tragen eine N-Nummer. Es gibt aber auch nicht gekennzeichnete Provinzialstraßen. Bei den mit einer N-Nummer versehenen Provinzialstraßen werden zwei Klassen unterschieden. Die Provinzialstraßen erster Ordnung tragen in Drenthe dreistellige N-Nummern, die mit der Ziffer 3 beginnen, diejenigen zweiter Ordnung beginnen in Drenthe mit der Ziffer 8.
Die erlaubte Höchstgeschwindigkeit beträgt innerhalb geschlossener Ortschaften 50 km/h. Außerhalb geschlossener Ortschaften beträgt sie in der Regel 80 km/h.

## Provinzialstraßen erster Ordnung
Der Straßenverlauf wird in der Regel von Nord nach Süd und von West nach Ost angegeben.
| Nr.   | Verlauf |
| ----- | --- |
| N 353 | (N 353 in der Provinz Fryslân) – Provinzgrenze – Wilhelminaoord – N 855 – Frederiksoord – N 371 in Havelte |
| N 364 | N 381 in Emmen – Weerdinge – Nieuw-Weerdinge – N 379 – Provinzgrenze – (N 364 in der Provinz Groningen) |
| N 366 | (N 366 in der Provinz Groningen) – Provinzgrenze – Abschnitt ohne eine Straßenverbindung – Provinzgrenze – (N 366 in der Provinz Groningen) – Provinzgrenze – N 391 – Provinzgrenze – (N 366 in der Provinz Groningen) |
| N 371 | in Assen – N 373 – Bovensmilde – Smilde – Hijkersmilde – Hoogersmilde – Dieverbrug – Uffelte – Havelte – N 353 – |
| N 372 | (N 372 in der Provinz Groningen) – Provinzgrenze – Nietap – Roden – N 373 – N 386 – Peize – Peizerwold – Peizermade – Provinzgrenze – (N 372 in der Provinz Groningen)                                                 |
| N 373 | N 372 in Roden – Roderesch – Langelo – Norg – N 858 – Zuidvelde – N 919 – N 371 |
| N 374 | in Hoogeveen – Flugplatz Hoogeveen – Bruntinge – N 381 – Westerbork – N 856 – Elp – N 376 – Schoonloo – N 857 – – Borger – Buinen – N 379 – Nieuw-Buinen – Provinzgrenze – (N 374 in der Provinz Groningen)            |
| N 375 | (N 375 in der Provinz Overijssel) – Provinzgrenze – Meppel – in Pesse |
| N 376 | in Rolde – N 857 – Maewijksoord – Grollo – Schoonloo – N 374 – De Kiel – Schoonoord – N 381 – Sleen – Erm – – Ermerveen –                                                                                              |
| N 377 | (N 377 in der Provinz Overijssel) – Provinzgrenze – in Coevorden |
| N 378 | in Gasselte – Gasselternijveen – N 379 – Gasselternijveenschemond – Provinzgrenze – (N 378 in der Provinz Groningen)                                                                                                   |
| N 379 | N 378 – N 374 – 1e Exloërmond – 2e Exloërmond – Valthermond – N 364 – N 391 – Roswinkel – Munsterscheveld – Emmer-Compascuum – Barger-Compascuum – in Zwartemeer                                                       |
| N 381 | in Drachten (N 381 in der Provinz Fryslân) – Provinzgrenze – N 371 – – Beilen – N 856 – N 374 – Zweeloo – N 376 – – N 364 in Emmen                                                                                     |
| N 382 | in Coevorden – N 863 – Staatsgrenze – ( in Deutschland) |
| N 386 | (N 386 in der Provinz Fryslân) – Provinzgrenze – Donderen – Vries – – Tynaarlo – – Westlaren – Midlaren – N 962 – Provinzgrenze – (N 386 in der Provinz Groningen)                                                     |
| N 391 | N 366 – N 379 – Emmen – |

## Provinzialstraßen zweiter Ordnung
Der Straßenverlauf wird in der Regel von Nord nach Süd und von West nach Ost angegeben.
| Nr.   | Verlauf |
| ----- | --- |
| N 851 | in Meppel – in Rogat |
| N 852 | in Hoogeveen – Hollandscheveld – Zuideropgaande – Provinzgrenze – (N 852 in der Provinz Overijssel)                                                             |
| N 853 | N 391 in Emmen – Zandpol – Schoonebeek – N 863 – Staatsgrenze – (L 44 in Niedersachsen, Deutschland)                                                            |
| N 854 | N 381 in Zweeloo – Aalden – Meppen – Oosterhesselen – – in Dalen                                                                                                |
| N 855 | (N 855 in der Provinz Overijssel) – Provinzgrenze – Nijensleek – Frederiksoord – N 353 – Vledder – Wapse – Diever – Dieverbrug – N 371 – Dwingeloo –            |
| N 856 | in Beilen – Lieving – N 374 in Westerbork |
| N 857 | N 376 in Rolde – Papenvoort – N 374 in Borger |
| N 858 | N 373 in Norg – N 386 in Donderen |
| N 861 | Paterswolde-Nord – Provinzgrenze – (N 861 in der Provinz Groningen)                                                                                             |
| N 862 | N 391 in Emmen – – Klazienaveen – Barger-Oosterveen – N 863 in Nieuw-Schoonebeek                                                                                |
| N 863 | N 382 in Coevorden – Weijerswold – Padhuis – N 853 – Schoonebeek – N 862 – Nieuw-Schoonebeek – Middendorp – Staatsgrenze – (L 47 in Niedersachsen, Deutschland) |
| N 962 | N 386 – Provinzgrenze – (N 962 in der Provinz Groningen) |
| N 979 | (N 979 in der Provinz Groningen) – Provinzgrenze – ohne Abzweig einer klassifizierten Straße – Provinzgrenze – (N 979 in der Provinz Fryslân)                   |